# Koro Kodina
Koro Kodina är ett vattendrag i Indonesien.   Det ligger i provinsen Sulawesi Tengah, i den centrala delen av landet, 1 600 km öster om huvudstaden Jakarta. Koro Kodina ligger vid sjön Danau Poso.